# Ernst Meissel
Daniel Friedrich Ernst Meissel (1826-1895) va ser un matemàtic alemany.

## Vida i Obra
Meissel va estudiar de 1847 a 1850 a la universitat de Berlín essent alumne de Jacobi i, potser també, de Dirichlet. El seu doctorat, però, el va obtenir a la universitat de Halle el 1850. Després va tornar a Berlín per a preparar la seva carrera com a professor de secundària.
Entre 1852 i 1855 va ser professor als instituts berlinesos Bergakademie i Bauakademie. De 1856 a 1871 va ser director d'estudis del Provinzial-Generbeschule de Iserlohn i, finalment, de 1871 fins a la seva mort va dirigir el Ober-realschule de Kiel. El 1894 va caure malalt i va haver de demanar un permís. Va morir l'any següent d'un atac de cor.
Meissel va treballar en diferents àrees de les matemàtiques. El seu treball més recordat és sobre els nombres primers, camp en el que va establir la constant de Meissel-Mertens i que el nombre de nombres primers menors que 10⁹, era de 50.847.478. Setanta anys més tard es va demostrar que s'havia equivocat en 56.
A part de dos llibres de text, un de càlcul (1854) i un altre d'aritmètica i àlgebra (1861), va publicar diversos articles al Journal de Crelle, al Mathematische Annalen i al Archiv der Mathematik und Physik, sobre temes diversos de matemàtiques pures. Els altres temes dels que es va ocupar van ser teoria de nombres, funcions el·líptiques, trigonometria esfèrica, equacions diferencials i funcions de Bessel,